# 会津本郷町
会津本郷町（あいづほんごうまち）は、福島県大沼郡にあった町である。
2005年10月1日に、会津高田町、新鶴村と合併して会津美里町となり廃止した。

## 地理
会津盆地の南端部に位置する。町の北部は盆地が広がり比較的平坦であるが、中南部は山間部が広がる。町の東側、会津若松市との境を阿賀川が南北に流れる。
- 山 ：大石山
- 河川：大川

## 歴史

### 沿革
- 1889年（明治22年）4月1日 町村制施行により本郷村・氷玉岡村・川路村が誕生。
- 1903年（明治36年）6月1日 本郷村が町制施行して本郷町となる。
- 1925年（大正14年）6月10日 氷玉岡村・川路村が合併して玉路村となる。
- 1954年（昭和29年）11月1日 本郷町と玉路村が合併して本郷町が発足。
- 1992年（平成4年）4月1日 本郷町が改称して会津本郷町となる[1]。
- 2005年（平成17年）10月1日 会津高田町、新鶴村と合併して会津美里町となる。

## 教育
- 会津本郷町立本郷第一小学校
- 会津本郷町立本郷第二小学校
- 会津本郷町立本郷中学校

## 水道
同町と合併された新鶴村では、1954年(昭和29年)以来、簡易水道を布設して管理を行ってきたが、1963年(昭和38年)5月新屋敷水源地が汚染され赤痢病が発生し714名の罹患者を出し、金田利雄新鶴村長を筆頭とした村当局は原因究明、整備、補強工事等の危機対応にあたり、調査の結果、当該水源地は安全上問題があり、その代替として二岐、仏沢両地区に安全性に優れた水源地を見出し、金田利雄新鶴村長のもと、参院建設委員長等歴任の大河原一次参議院議員と連携して国会に請願した「簡易水道布設費国庫補助に関する請願」が1963年(昭和38年)12月21日に受理され、その結果、大規模測量、大規模工事を要する大事業であった広域簡易水道を完成させた。

## 著名な出身者
- 金田利雄（新鶴村長、福島協和信用組合理事長）
- 大石邦子（作家）
- 小池信三（三栄建築設計創業者・社長、メルディアDC社長、湘南ベルマーレ名誉会長）
- 小林典子（元アナウンサー）
- 佐治幸平 (自由民権運動家)
- 平田紀一（山梨、群馬各県知事、富山市長）
- 渡部英敏（会津美里町長）
- 前田實（秋田銀行頭取）
- 松平勇雄（福島県知事、行政管理庁長官）
- 水戸光子（女優）
- 若林健次（漫画家）
- 渡部勝彦（指揮者）
- 小林美登利（大正時代から昭和にかけてブラジルで活躍した教育家、牧師、剣道師範。聖州義塾創立者。ブラジルの日系人としてパイオニア的な存在）

## 交通

### 鉄道路線
町内に鉄道駅はなく、最寄りの会津本郷駅は会津若松市内（旧・北会津村）にある。
- 東日本旅客鉄道（JR東日本）
  - 只見線：会津本郷駅（会津若松市内）

## 名所・旧跡・観光スポット・祭事・催事
- 向羽黒山城跡（国の史跡）
- 会津本郷焼 - 町内には多数の窯元がある[2]。
  - 会津本郷陶磁器会館 - 組合加盟の14窯元の作品を展示販売[2]。
  - 会津本郷焼歴史資料展示室[2]
- 清郷美術館 - 蔵座敷を持つ大正期の民家を修復した美術館[2][3]。
- 会津三十三観音
  - 左下り観音
  - 相川観音
  - 高倉観音
  - 関山観音
- せせらぎオートキャンプ場[4]
- 会津本郷温泉 湯陶里
- 会津本郷せと市（8月）[2]